# Солфорд
Со́лфорд (англ. Salford) — місто у Великій Британії, розташоване на північному заході Англії у складі графства Великий Манчестер. Лежить в меандрі річки Еруелл, яка є східним кордоном Солфорда, відокремлюючи його від самого Манчестера. Разом з рядом поселень на захід від самого Солфорда він утворює однойменний муніципалітет, адміністративний центр якого знаходиться в Суїнтоні. Солфорд отримав статус міста в 1926 році.

## Історія
Історично Солфорд входив в графство Ланкашир і був центром сотні Солфордшир. Близько 1230 року Солфорд став міським поселенням, отримавши хартію від Ранульфа, графа Честера. Спочатку Солфорд був більш великим і значним містом, ніж сусідній Манчестер, проте більшість джерел згодні, що після промислової революції міста «помінялися місцями».
В XVIII та XIX століттях Солфорд став великим промисловим центром і портом. Основою економіки Солфорда були ткацькі підприємства, які виробляли шовкові та бавовняні тканини. У Солфорді також розміщувалися великі доки та Манчестерський корабельний канал. Занепад промисловості в XX ст. послабив економіку Солфорда. Зараз місто поєднує відроджені центральні зони з бідними районами з вкрай високим для Англії рівнем злочинності.
Солфордський собор є центром католицької Солфордської дієцезії. У місті є університет, тут також розташована перша у світі безкоштовна громадська бібліотека. Солфордська Чепел-стріт у 1806 стала першою у світі вулицею з газовим освітленням.

## Відомі люди
- Майк Лі (*1943) — письменник, режисер театру та кіно.
- Джеймс Прескотт Джоуль (1818—1889) — фізик, що зробив значний внесок у становлення термодинаміки
- Каллум Гіггіботем (*1989) — футболіст.
- Альберт Фінні (1936—2019) — англійський театральний та кіноактор

## Міста-побратими
- Клермон-Ферран, Франція